# Верона
Веро̀на (на италиански: Verona) е град и община, административен център на провинция Верона в регион Венето, Североизточна Италия.
Слави се със своето вино, от което най-известно е правеното от монаси „Бардолино“. Известна е още като Града на Ромео и Жулиета.

## История
Градът е основан през 4 в. пр. Хр. В пределите на Римската империя е от 49 г. пр. Хр. За стратегическото местоположение на Верона свидетелстват древните пътища като Виа Галика, Виа Клавдия Августа и Виа Постумия, които се пресичат на територията на града, както и битките, в които участва на страната на Древен Рим и като част от Римската империя. С разпадането на западната Римска империя и с победата на Теодорих Велики над Одоакър през 479 г. започва доминацията на остготите в Италия. През 13 – 14 век е независим град-република, управляван от фамилията Скалигери, а по-късно е част от Венецианската република.

## География
Старият град и центърът на съвременния град са на брега на река Адидже близо до езерото Гарда.

## Климат
Климатът във Верона е умерен, характеризиращ се с горещи лета и студени, влажни зими. Слабо влияние оказва и близостта на езеро Гарда. От юни до септември може да бъде много горещо, със средни максимални температури от 29 градуса.
| Месец                              | Ян | Фев | Март | Апр | Май | Юни | Юли | Авг | Сеп | Окт | Ное | Дек | Годишно |
| ---------------------------------- | -- | --- | ---- | --- | --- | --- | --- | --- | --- | --- | --- | --- | ------- |
| Средна максимална температура(°C)  | 5  | 9   | 13   | 17  | 22  | 26  | 29  | 28  | 24  | 18  | 11  | 6   | 17,33   |
| Средна минимална температура(°C)   | -2 | 0   | 3    | 7   | 11  | 15  | 18  | 17  | 14  | 8   | 3   | -1  | 7,75    |
| Дъждове(mm)                        | 55 | 48  | 58   | 69  | 85  | 86  | 62  | 88  | 63  | 82  | 75  | 51  | 822     |
| Относителна влажност на въздуха(%) | 85 | 78  | 73   | 75  | 73  | 73  | 73  | 74  | 76  | 81  | 84  | 84  | 77,4    |

## Население
През 2007 г. населението на Верона е 264 191 души, от които 47,6% мъже и 52,4% жени. Жителите са предимно католици, но сред някои имигрантски групи има православни християни, мюсюлмани и последователи на индуизма.

## Административно деление
Център
1. Чита антика (Città antica)

2. Читадела (Cittadella)

3. Сан Дзено (San Zeno)

4. Веронета (Veronetta)
Модерен квартал
10. Борго Тренто (Borgo Trento)

11. Валдонега (Valdonega)

12. Борго Венеция (Borgo Venezia това включва и Боржо Триест)

13. Порто Сан Панкрацио (Porto San Pancrazio)

14. Борго Рома (Borgo Roma)

15. Санта Лусия (Santa Lucia)

16. Борго Милано (Borgo Milano това включва и Киево и Савал)

17. Голозине (Golosine)

18. Понте Кренкано  (Ponte Crencano)
Останала част
30. Авеза (Avesa) 

31. Куинто (Quinto)

32. Санта Мария ин Стеле (Santa Maria in Stelle)

33. Мицоле (Mizzole)

34. Монторио (Montorio)

35. Сан Микеле (San Michele)

36. Кадидавид (Cadidavid)

37. Сан Масимо (San Massimo)

38. Парона (Parona)

39. Куинцано (Quinzano)

## Забележителности
Поради голямото историческо значение на сградите във Верона градът е включен в списъка на световното наследство на ЮНЕСКО.

### Площад „Ербе“
Сред забележителностите на Верона е живописният площад „Ербе“ в центъра на града. В централната част се намират също Търговският дом (1301 г.), градската управа (Ратуша), 83-метровата кула на Ламбертите (1172), наричана още Кулата с камбаните, както и готическият фонтан на Веронската Мадона от 1368 г.

### Арена ди Верона
Амфитеатърът е създаден през I век. На него са се водели гладиаторски борби и рицарски турнири. Побира 20 000 зрители. На сцената на Арена ди Верона са пели известните български оперни певци Николай Гяуров, Гена Димитрова и Райна Кабаиванска. Оперният сезон ежегодно привлича над 500 000 италианци и чужденци.

### Къща на Жулиета
Къщата на Жулиета, строена през XIII век, се намира в близост до площад „Ербе“. Била е собственост на рода Капулети. Във вътрешния двор на къщата се намира скулптура на Жулиета, направена от бронз. Може да се види и прочутият балкон, от който Жулиета се е виждала със своя любим Ромео.
Къщата на Ромео също е в готически стил, построена е през XIV век.

### Площад на Синьорията
В центъра на площада може да се види скулптура на Данте Алигиери, изработена от скулптора Уго Занони. Там се намират Дворецът на правосъдието и Дворецът на градския съвет.

### Църкви
- Катедралата „Санта Мария“
- Базиликата „Сан Зено“ – уникална с олтарния си триптих и камбани от средата на XI век, в нея са погребани мощите на св. Зенон, покровителя на Верона.
- Базиликата „Св. Анастасия“ – сред най-големите храмове във Верона.
- Веронската базилика „Санта Мария – Органо“ (Chiesa di Santa Maria in Organo). Църквата е построена между 6 и 8 век при управлението на остготи и ломбарди, от векове е на монасите бенедиктинци. Тук е забележителната фреска на Франческо Мороне от 1505 г. надпис: - „Bulgarus Bulgarorum rex ad fidem cum sua gente conversus“ – „Болгарис (Богорис) цар на Българите с вяра обърна своя народ". Цар Борис, вече отказал се от короната, е изобразен в бели одежди като бенедиктински монах. До него са двама видни благородници, също станали монаси – представени в одежди на Бенедектинския орден – Ландулф, княз на Салерно, завършил живота си в манастира Монтекасино, и Лутвин, лотарингски граф от края на VІІ век, основател на абатството в Метлах. Друг подобен стенопис има само в манастира „Свети Яков“ в Понтида, селище в региона на Ломбардия в Италия, провинция Бергамо, където в двора на манастира е нарисуван цар Борис, но в черни монашески одежди на Бенедиктинския орден.

## Личности
Във Верона на 5 април 1857 г. е роден княз Александър I Батенберг – първият български княз (1879 – 1885).
Личности, свързани с град Верона, са:
- Катул – римски поет
- Емилио Салгари – италиански писател
- Паоло Веронезе – италиански ренесансов художник
- Антонио Салиери – италиански композитор
- Ивана Спаня – италианска итало диско денс изпълнителка

Спорт: Футболният отбор „Киево“ – Верона и ФК „Верона“.

## Транспорт

### Автобусен
Автобусният транспорт се извършва от публичната компания Azienda Trasporti Verona (ATV).

### Железопътен
Верона представлява важен железопътен възел, който свързва Италия с Австрия и Германия през прохода Бренер и Милано с Венеция, което осигурява връзка на града с голяма част от Централна и Западна Европа. Главната ЖП гара Верона Порта Нуова обслужва над 25 милиона пътници на година, с директни линии до Виченца – 40 минути, Падуа – 1 час, Венеция – 1:30 ч., Милано – 2 часа и Рим – 5 часа.

### Летище
Летище Валерио Катуло се намира на 5 км югозападно от Верона и обслужва полети от Амстердам, Букурещ, Дъблин, Франкфурт, Истанбул, Рим.

## Побратимени градове
Верона е побратимена или има партньорство с:
- Залцбург, Австрия от 1973, споделят общо наследство с музикални традиции
- Мюнхен, Германия от 17 март 1960, споделя с Верона заглавието „Братски портал до тяхната страна“
- Нагахама, Япония
- Ним, Франция, има подобен амфитеатър
- Олбани, САЩ
- Пула, Хърватия от 1982 г., има подобен амфитеатър
- Ранана, Израел
- Синт Йост тен Ноде, Белгия

## Приятелство
- Аякучо, Перу
- Витлеем, Палестина
- Детмолд, Германия
- Корфу, Гърция
- Корча, Албания
- Кошице, Словакия
- Нинбо, Китай
- Фресно, САЩ